# Божок, Татьяна Андреевна
Татья́на Андре́евна Божо́к (род. 21 января 1957, Москва) — советская и российская актриса театра и кино.

## Биография
Родилась 21 января 1957 года в Москве в многодетной семье. Отец был железнодорожником, мать воспитывала шестерых детей.
Окончила московскую школу № 581. Занималась в студии юного актёра Дворца пионеров на Шаболовке.
Впервые снялась в кино в 1972 году, ещё учась в школе, в эпизоде 3-й серии "Маленькая книжка" телесериала "Ребята с нашего двора". Через 3 года после роли в фильме «Каждый день доктора Калинниковой», в 1976 году, зачислена на 2-й курс ВГИКа в мастерскую Сергея Бондарчука и Ирины Скобцевой по ходатайству Бондарчука без сдачи вступительных экзаменов. 
В 1977 году окончила ВГИК. После получения диплома была принята в штат Театра-студии киноактёра, где проработала более десяти лет.
Снималась не только в фильмах, но и в киножурналах «Ералаш» и «Фитиль».
После 1991 года предложений о съёмках в кино практически не было и её основной профессией стал дубляж зарубежных фильмов и мультфильмов. Чаще всего озвучивала детей или женщин с высоким голосом.

## Фильмография
1. 1973 — Каждый день доктора Калинниковой — Танечка
2. 1975 — Они сражались за Родину — медсестра
3. 1976 — 12 стульев — Лиза, жена Коли (3 серия)
4. 1977 — Фронт за линией фронта — Маша
5. 1978 — В день праздника — Анна Павловна, подруга Серёжи
6. 1979 — В одно прекрасное детство — девушка в красной косынке
7. 1979 — День свадьбы придётся уточнить — Света
8. 1979 — На таёжных ветрах — Глаша
9. 1979 — Взрослый сын — Кира
10. 1979 — Сегодня и завтра — Варвара Трофимовна
11. 1979 — Мой первый друг — учитель географии
12. 1979 — Здесь, на моей земле — лаборантка
13. 1980 — Там, за семью горами — Алёна
14. 1980— Дамы приглашают кавалеров — Марина
15. 1981 — Всё наоборот — студентка, одна из кандидатов в репетиторы
16. 1982 — О тебе — Аля
17. 1983 — Тревожное воскресенье — Лена Чагина
18. 1983 — Золотые рыбки — продавщица Зиночка
19. 1983 — Одиноким предоставляется общежитие — Маша
20. 1983 — Ворота в небо — Вера
21. 1983 — Приключения Петрова и Васечкина, обыкновенные и невероятные — учительница географии
22. 1984 — Очень важная персона — секретарша Света
23. 1984 — Граждане Вселенной — Нина Григорьевна
24. 1984 — Гостья из будущего — Инна Кирилловна, мама Коли Герасимова
25. 1984 — Столкновение — Влада
26. 1985 — Осторожно – Василёк! — Ольга Ивановна, классный руководитель
27. 1989 — Из жизни Фёдора Кузькина — секретарь суда
28. 1989 — Грань — Екатерина Ивановна
29. 1991 — Болотная стрит, или Средство против секса — Фаина

### Киножурнал «Ералаш»
1. 1978 — Выпуск № 15 (сюжет «Телефонный разговор»)[2] — сотрудница
2. 1981 — Выпуск № 28 (сюжет «Кто есть кто»)[3] — учительница
3. 1984 — Выпуск № 44 (сюжет «Ябеды»)[4] — пионервожатая (нет в титрах)
4. 1988 — Выпуск № 66 (сюжет «Учительница первая моя»)[5] — учительница
5. 1988 — Выпуск № 68 (сюжет «Осторожно, ученик!»)[6] — пассажирка (нет в титрах)
6. 1989 — Выпуск № 75 (сюжет «Зачем?»)[7] — мама
7. 1992 — Выпуск № 92 (сюжет «Голодовка»)[8] — Марья Петровна, учительница
8. 1993 — Выпуск № 97 (сюжет «Уговорил»)[9] — мама мальчика

### Киножурнал «Фитиль»
1. 1982 — Выпуск № 240 (новелла «Негабаритная благодарность») — кассирша
2. 1983 — Выпуск № 254 (новелла «Отцы и дети - 83») — учительница
3. 1988 — Выпуск № 313 (новелла «Неуловимый мститель») — Костина Мария Петровна, доярка
4. 1990 — Выпуск № 338 (новелла «Простая история») — телефонистка

## Озвучивание мультфильмов
1. 1985 — Грибной дождик — девочка
2. 1985 — Голубая стрела — щенок
3. 1985 — Лебединое пёрышко — Эльга
4. 1989 — Сестрички-привычки — сестричка Капризулька
5. 1990 — Земляничный дождик
6. 1990 — Карманник — доченька
7. 1991 — Как мышонок летучим стал — Мышонок
8. 1991 — Соловей — соловей / девочка-служанка
9. 1991—1993 — Умная собачка Соня — собачка Соня
10. 1992 — Большой налёт
11. 1992 — Счастливый принц
12. 2009 — Похождения бравого солдата Швейка